# علمی تخیلی در تلویزیون

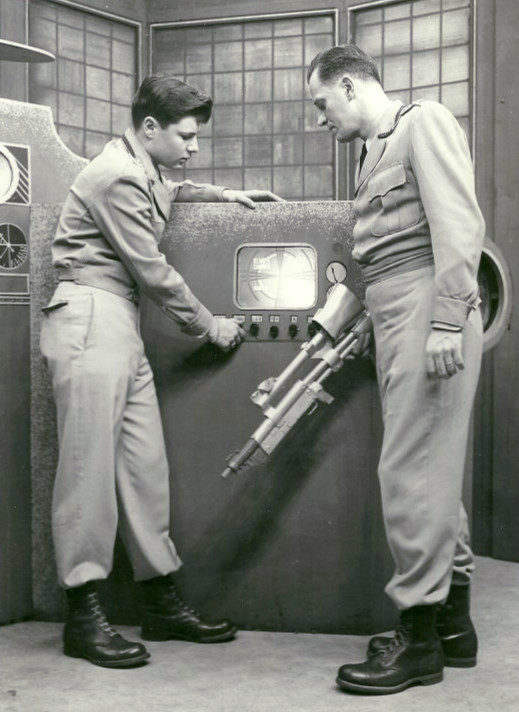
صحنه ای از برنامه تلویزیونی علمی تخیلی اولیه کاپیتان ویدئو و تکاوران ویدئویی اش که از سال ۱۹۴۹ تا ۱۹۵۵ پخش شد.

ژانر علمی–تخیلی برای اولین بار در اواخر دههٔ ۱۹۳۰ در برنامه تلویزیونی ظاهر شد، در دوره‌ای که تحت عنوان دوران طلایی علمی‌تخیلی شناخته می‌شود. جلوه‌های ویژه و سایر تکنیک‌های تولیدی به سازندگان این امکان را می‌دهند که تصویر بصری زنده‌ای از یک دنیای خیالی و محدود به واقعیت بسازند.